# Лексингтон Хилс (Калифорнија)
Лексингтон Хилс (енгл. Lexington Hills) насељено је место без административног статуса у америчкој савезној држави Калифорнија.

## Демографија
По попису из 2010. године број становника је 2.421, што је 33 (-1,3%) становника мање него 2000. године.
| Група             | 2000.         | 2010.         |
| Белци             | 2.180 (88,8%) | 2.022 (83,5%) |
| Афроамериканци    | 14 (0,6%)     | 10 (0,4%)     |
| Азијати           | 54 (2,2%)     | 90 (3,7%)     |
| Хиспаноамериканци | 123 (5,0%)    | 193 (8,0%)    |
| Укупно            | 2.454         | 2.421         |